# Habronestes hamatus
Habronestes hamatus là một loài nhện trong họ Zodariidae.
Loài này thuộc chi Habronestes. Habronestes hamatus được Barbara C. Baehr miêu tả năm 2003.